# 2014年多倫多國際影展
第39屆多倫多國際影展於2014年9月4日至9月14日（當地時間）在加拿大多倫多舉行。

## 單元
以下電影被選定為各單元：

### 特別放映
- 《歸來》张艺谋
- 《单身男女2》杜琪峯

### 大師放映
- 《黃金時代》許鞍華

## 外部連結
- 官方网站